# Magdalena Shauri
Magdalena Shauri (sinh ngày 25 tháng 2 năm 1996) là một vận động viên chạy đường dài người Tanzania. Cô đã tham gia cuộc thi marathon nữ tại Giải vô địch thế giới năm 2017 về điền kinh.